# Los Altos Hills
Los Altos Hills – miasto w Stanach Zjednoczonych, w stanie Kalifornia, w hrabstwie Santa Clara.